# Będziemy mieszkać razem
Będziemy mieszkać razem – polski obyczajowy serial telewizyjny w reżyserii Anny Maliszewskiej i Tadeusza Łysiaka, udostępniany od 23 lutego 2024 roku na platformie TVP VOD i emitowany od 8 marca do 12 kwietnia 2024 roku na antenie stacji telewizyjnej TVP1.

## Fabuła
Serial opowiada historię losów dwóch rodzin – polskiego małżeństwa Basi (Lena Góra) i Tadeusza (Mikołaj Roznerski), które przeżywa kryzys oraz ukraińskiej rodziny składającej się z Anny (Oksana Czerkaszyna) i jej córki Warii (Zlata Kardasz), które zdecydowały się przyjechać do Polski po inwazji Rosji na Ukrainę w lutym 2022 r. Rodziny zamieszkują wspólnie w dużym domu Magdy (Aleksandra Konieczna) i Piotra (Bronisław Wrocławski) Lipińskich.

## Obsada
Na podstawie FilmPolski.pl

### Główna
- Aleksandra Konieczna – jako Magda Lipińska
- Bronisław Wrocławski – jako Piotr Lipiński
- Lena Góra – jako Basia Lipińska
- Mikołaj Roznerski – jako Tadeusz Lipiński
- Oksana Czerkaszyna – jako Anna
- Zlata Kardasz – jako Waria
- Peter Pośniak – jako dziennikarz Ginter

### Drugoplanowa i epizodyczna
- Ewa Szykulska – jako Becia
- Artur Dziurman – jako Jerzy
- Karolina Piechota – jako Elwira
- Dorota Piasecka – jako Brydzia
- Daria Polunina – jako Maria
- Przemysław Predygier – jako burmistrz Henryk Racławski
- Marietta Przybylska – jako Asia
- Radosław Ponomarenko – jako Andriej
- Aleksander Woźniuk – jako Sasza
- Tetiana Malkowa – jako Olena
- Anastasia Szokot – jako Katia
- Mateusz Dymidziuk – jako wagnerowiec Fiodor
- Roman Skorowski – jako Siergiej

## Spis serii
| Seria | Odcinki | Pierwsza emisja telewizyjna (TVP1) | Pierwsza emisja telewizyjna (TVP1) | Pierwsza emisja telewizyjna (TVP1) | Pierwsza emisja telewizyjna (TVP1) | Pierwsza emisja telewizyjna (TVP1) |
| Seria | Odcinki | Sezon                              | Premiera serii                     | Finał serii                        | Pora emisji                        | Średnia oglądalność                |
| ----- | ------- | ---------------------------------- | ---------------------------------- | ---------------------------------- | ---------------------------------- | ---------------------------------- |
| 1.    | 1–6 (6) | wiosna 2024                        | 8 marca 2024                       | 12 kwietnia 2024                   | piątek 20.35                       | 838 tys.                           |